# Hôtel Journu (place du Palais)
Pour les articles homonymes, voir Hôtel Journu.
L'hôtel Journu de la place du Palais est un hôtel particulier du XVIIIe siècle situé à Bordeaux, en France.
Ce bâtiment fait l'objet d’une inscription au titre des monuments historiques depuis le 6 février 1964.

## Localisation
L'immeuble est situé à un angle et dispose de deux adresses  :
- 26-27 place du Palais,
- 29 rue du Chai-des-Farines.

## Histoire
Cet hôtel particulier a été édifié au vers 1760-1770 pour le négociant Claude Journu (1680-1742), afin de montrer sa réussite financière et d'y loger sa famille nombreuse (il eut au moins 18 enfants).
Marchand droguiste né à Lyon, Claude Journu s'installe d'abord au 73 rue de la Rousselle, où il mène une activité prospère d'épicerie. Ensuite il s'enrichit dans le commerce de denrées coloniales (sucre, indigo) puis dans l'industrie du raffinage du sucre de canne, jusqu'à posséder sa propre raffinerie dans le quartier Sainte-Croix. 
Cette prospérité lui permet de se faire construire une nouvelle maison sur la place alors située devant le palais de l'Ombrière (siège du parlement de Bordeaux), et où se tient marchés et foire, mais aussi pilori.
Ses enfants Bernard et Bonaventure feront de la maison commerciale l'une des plus riches et des plus puissantes de Bordeaux. Face sombre de cette réussite, la société Journu Frères organisera 5 expéditions négrières entre 1787 et 1792.

## Architecture

### Décoration
L'architecture est de style Louis XVI (lignes épurées), avec encore quelques éléments rocaille (courbes des ferronneries et de l'encorbellement du balcon).
A la fois sobre et monumental, l'immeuble est doté d'un balcon sur trompe qui file tout au long du bel étage. Dessus, un élégant garde-corps en fer forgé présente des motifs d'arabesques et, dans son angle, figure dans un médaillon le monogramme J et C, initiales de Claude Journu, fondateur de la maison commerciale.

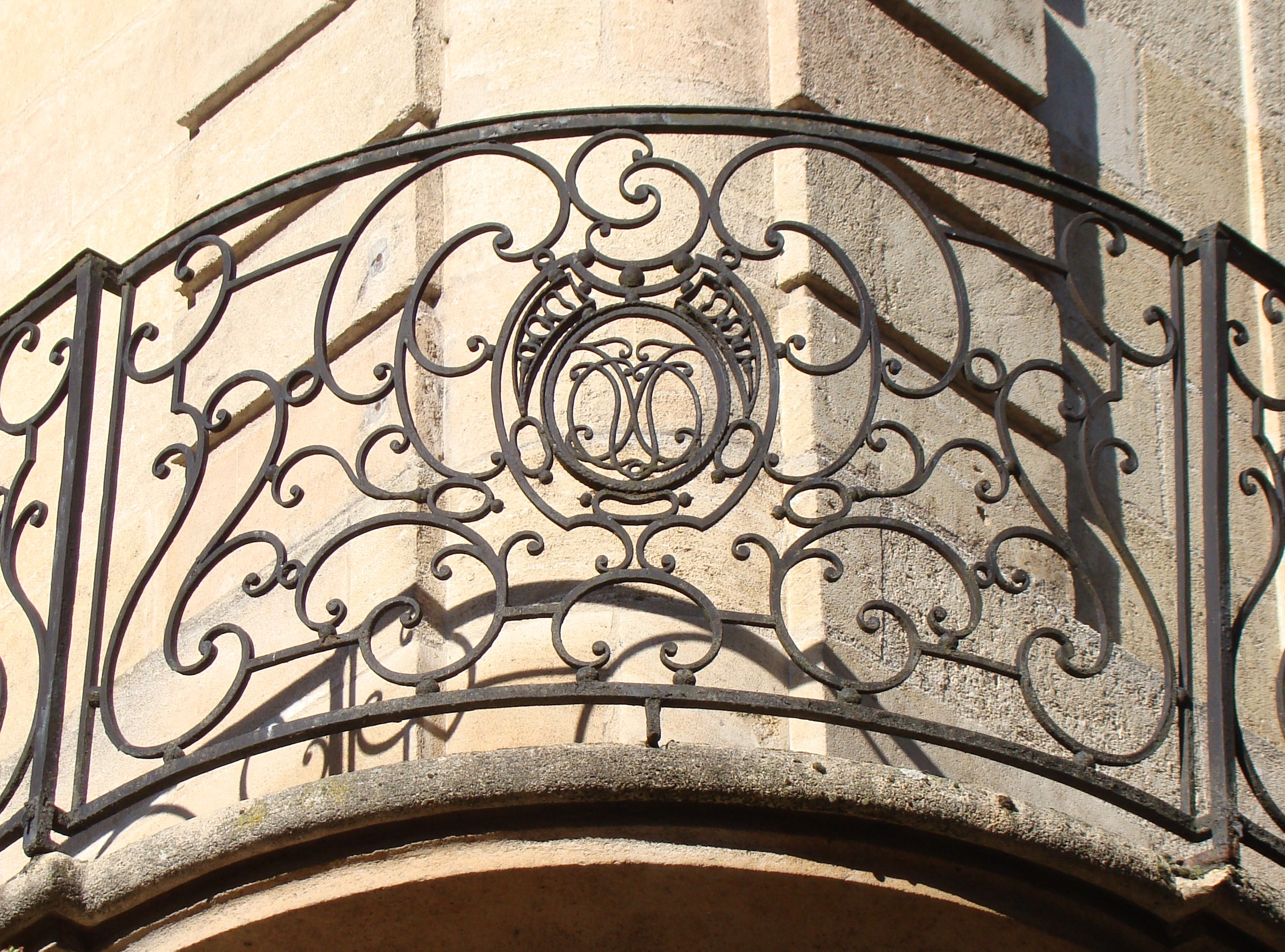
Le chiffre de la Maison Claude Journu.

Les ouvertures présentent un encadrement mouluré avec une agrafe centrale.

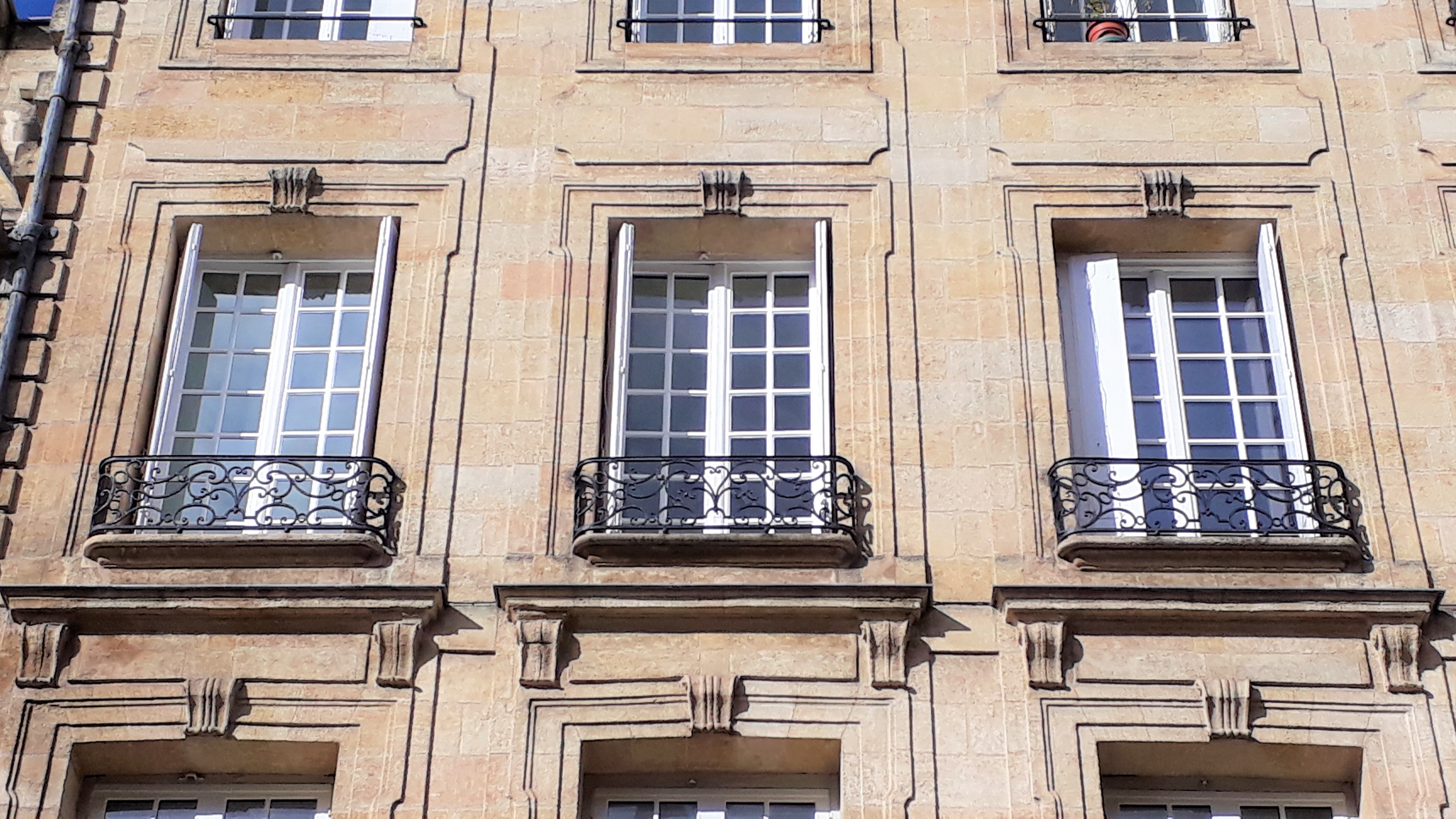
Baies du deuxième étage.

Les angles de l'édifice sont soulignés par une chaîne de pierre en saillie.

### Organisation
Le rez-de-chaussée était dévolu au stockage des marchandises arrivées par bateau de l'arrière-pays ou des îles. L'entresol était réservé aux bureaux du comptoir.

## Éléments protégés
Les façades du bâtiment ont l'objet d’une inscription au titre des monuments historiques depuis le 6 février 1964.